# Piletocera sodalis
Piletocera sodalis is een vlinder van de familie van de grasmotten (Crambidae). De wetenschappelijke naam van deze soort is voor het eerst voorgesteld als Desmia sodalis door John Henry Leech in een publicatie uit 1889.
De soort komt voor in China, Zuid-Korea en Japan.